# 姫路市立水上小学校
姫路市立水上小学校（ひめじしりつ みずかみしょうがっこう）は、兵庫県姫路市西中島に所在する公立小学校。

## 通学区域
- 保城(増位小学校校区を除く。)、城見台一丁目、城見台二丁目、城見台三丁目、城見台四丁目、西中島、野里(東小学校校区及び野里小学校校区を除く。)

※卒業後は基本的に姫路市立増位中学校に進学する。

## 通学区域が隣接している学校
- 姫路市立砥堀小学校
- 姫路市立増位小学校
- 姫路市立城北小学校
- 姫路市立野里小学校
- 姫路市立城東小学校
- 姫路市立東小学校
- 姫路市立花田小学校
- 姫路市立谷外小学校
- 姫路市立豊富小中学校